# Malthonica lusitanica
Malthonica lusitanica är en spindelart som beskrevs av Simon 1898. Malthonica lusitanica ingår i släktet Malthonica och familjen trattspindlar. Inga underarter finns listade i Catalogue of Life.